# 辮子姑娘
辮子姑娘是一則香港學校怪談類都市传说，源於香港中文大學，於1960至70年代已開始流傳。据说某男生於校園路过，见到一位梳着麻花辫的姑娘在哭，他问她为什么哭，姑娘回答说没有人愿意和她说话；男生说「那你转过头来，我和你说话」，姑娘说「看到我的样子，你会害怕」；男生自恃胆大，以为对方只是害羞，十分自信地让姑娘不要为他胆心；姑娘转过脸来，正面竟然也是一条麻花辫。

## 背景
香港中文大學鄰近港鐵東鐵線（前九廣東鐵，俗稱火車），該鐵路連接中國大陸，曾設有運送牲口列車。1950至1970年代，大量中國大陸民眾以各種途徑從中國大陸偷渡到香港，其中一個途徑，是匿藏於該鐵路的牲口列車內偷渡，到達目的地就跳車逃走。而辮子姑娘相傳就是其中一名以這途徑偷渡的中國大陸民眾，她在中大附近鐵路段跳車時，她的辮子被勾住，於是被扯開頭皮和臉皮慘死，後來就化成前後皆為一條辮子的鬼魂，長期在中大校園徘徊。现在中文大學校园里，还有「一条辫路」这样的名字，就是故事发生的地点。
故事與1970年代以前流傳的情節有顯著差異，有中文大學舊生暨講師所講，他就讀中大時，「一條辮路」的故事並沒有那麼複雜，只是說路上有時會有一個只有一條辮，而且沒有面孔的幽靈出現。那些火車上的情節，來自後人的創作。

## 相關作品
- 電影《夜半1點鐘》有關於此傳說的內容
- 遊戲《猛鬼大廈：二樓的辮子姑娘》